# Happy Working Song
Happy Working Song ist ein Lied aus dem Jahre 2007, das für den Film Verwünscht geschrieben wurde. Komponiert haben es Alan Menken (Musik) und Stephen Schwartz (Film). Es wird von Amy Adams gesungen. In der deutschsprachigen Version des Films heißt es Flottes Aufräumlied und wird von Kerstin Heiles gesungen.
Happy Working Song war für den Oscar in der Kategorie Bester Filmsong nominiert.

## Einsatz im Film
Nachdem sie von Robert in dessen Wohnung aufgenommen wurde, wacht Giselle in einem furchtbar unaufgeräumten Zimmer auf. Mit Happy Working Song ruft sie Ratten, Tauben, Fliegen und Kakerlaken herbei, mit deren Hilfe sie die Wohnung aufräumt. Dabei findet sie – weiter singend – aufmunternde Worte für ihre Helfer und beendet das Lied nach getaner Arbeit mit der Bemerkung „War das nicht ein Spaß?“.

## Referenzen zu älteren Disneyfilmen
Happy Working Song bezieht sich direkt auf das Lied True Love’s Kiss im Zeichentrickteil des Films. Giselle ruft dort mit der gleichen Tonfolge Tiere aus der Umgebung herbei. In der Welt von Bambi kommen die freundlich animierten Tiere, wie sie in einem Disneyfilm üblich sind – etwas, das im nicht animierten New York natürlich nicht zu erwarten ist.
In einem Interview meinte Texter Stephen Schwartz, dass Happy Working Song das Lied Whistle While You Work aus dem Film Schneewittchen und die sieben Zwerge und die Lieder aus dem Film Cinderella, in denen die kleinen Mäuse zu arbeiten beginnen, humorvoll übertrieben zitiere.